# Spix' muspapegaai
Spix' muspapegaai ookwel Blauwvleugel dwergpapegaai (Forpus xanthopterygius) is een vogel uit de familie Psittacidae (papegaaien van Afrika en de Nieuwe Wereld). De Nederlandse naam verwijst naar de Duitse natuuronderzoeker Johann Baptist von Spix die deze vogel in 1824 geldig heeft beschreven. 

## Verspreiding en leefgebied
Deze soort komt voor in centraal en zuidoostelijk Zuid-Amerika en telt drie ondersoorten:
- F. x. flavescens: zuidoostelijk Peru en oostelijk Bolivia.
- F. x. flavissimus: noordoostelijk Brazilië.
- F. x. xanthopterygius: van oostelijk Brazilië tot Paraguay en noordelijk Argentinië.

## Status
De grootte van de populatie is niet gekwantificeerd maar de soort wordt omschreven als algemeen. Op de Rode lijst van de IUCN heeft deze soort de status niet bedreigd.